# Physopleurus rugosus
Physopleurus rugosus är en skalbaggsart som först beskrevs av Charles Joseph Gahan 1894.  Physopleurus rugosus ingår i släktet Physopleurus och familjen långhorningar. Inga underarter finns listade i Catalogue of Life.